# 1974 aux États-Unis
Pour des articles plus généraux, voir Chronologie des États-Unis et 1974.
Chronologie des États-Unis
- 1970
- 1971
- 1972
- 1973
- 1974
- 1975
- 1976
- 1977
- 1978

Cette page concerne des événements d'actualité qui se sont produits durant l'année 1974 du calendrier grégorien aux États-Unis.

## Gouvernement
- Président :
- Vice-président :
- Secrétaire d'État :
- Chambre des représentants - Président

## Événements
- Janvier : le secrétaire d'État à la Défense James Schlesinger invoque le droit des pays industriels à la croissance et par conséquent leur droit à intervenir contre les pays sous-développés qui par quelque décision économique mettraient leur prospérité en danger.
- 30 janvier : Discours sur l'état de l'Union[1].
- 3 et 4 avril : la pire éruption de tornades de l'histoire, dite du « Super Outbreak », frappe treize États. Les 148 tornades ont fait 330 morts et 5 484 blessés.
- 30 avril : levée du contrôle fédéral sur les prix.
- 27 juin - 3 juillet[2] : voyage de Nixon à Moscou.
- 12 juillet : Richard Nixon signe le Congressional Budget and Impoundment Control Act créant le Congressional Budget Office, permettant au congrès d'avoir une agence fédérale destinée à estimer les prévisions de dépenses du budget fédéral.

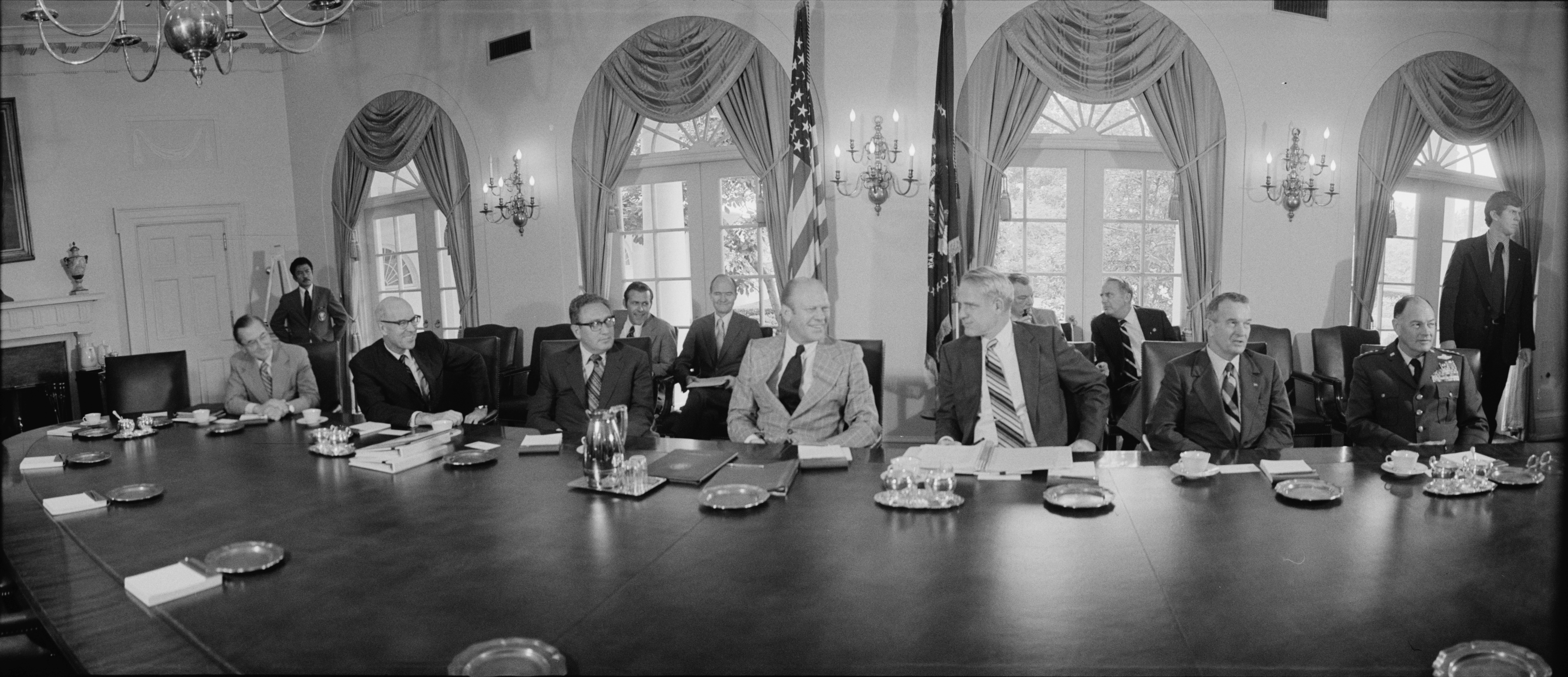
10 août : Gerald Ford et le Conseil de sécurité nationale

- 8 août : Richard Nixon annonce sa démission après que la Cour suprême l'eut contraint de livrer des enregistrements établissant qu’il avait cherché à étouffer l'affaire du Watergate et que ses alliés républicains préviennent que l'impeachment est certain.
- 9 août : démission de Richard Nixon, remplacé par le vice-président Gerald Ford, à la suite du scandale du Watergate. Début de la présidence républicaine de Gerald Ford aux États-Unis (fin en 1977)[3]. Nelson Rockefeller vice-président.  C'est la première fois qu'un président des États-Unis démissionne de sa fonction. Parallèlement, le Congrès diminue l'aide financière apportée au Sud-Vietnam à 1,1 milliard de dollars.
- 2 septembre : Employee Retirement Income Security Act. Loi diminuant les fonds fédéraux alloués aux pensions de retraite et instaurant des plafonds de dépenses pour les programmes de soins.
- 8 septembre : Gerald Ford accorde son pardon à Nixon un mois après son entrée en fonction, ce qui lui coûte la confiance de l’opinion.
- 25 septembre : Privacy Act : amendements au Freedom of Information Act. Le citoyen aura désormais la possibilité de connaitre l'ensemble des documents (classifiés ou non) que l'administration détient sur lui, le droit de l'amender ou d'en demander l'accès. Grâce à l'appui de républicains modérés, le Congrès a fait passer cette loi à la majorité qualifiée des 2/3, outrepassant le veto du président Ford (conseillé en ce sens par les conservateurs républicains que le président a fait entrer au gouvernement).
- 15 octobre : le Congrès vote un amendement à la Loi sur les campagnes électorales fédérales de 1971 et instaure une Commission électorale fédérale chargée de contrôler les dépenses de campagnes de chaque candidat lors des élections législatives et présidentielles.
- 4 novembre : les républicains sont plus que jamais mis en minorité au Congrès aux élections partielles (144 sièges sur 435 à la chambre et 38 sièges sur 100 au Sénat). Le parti démocrate rafle les 2/3 des sièges.
- 5 novembre : le Congrès vote la fin de toute aide financière au Sud-Vietnam.
- 13 novembre : dans une maison d'Amityville, Ronald DeFeo Jr., 23 ans, assassine les six membres de sa famille avec un fusil 35 mm. Lors de son procès, le 22 septembre 1975, il dira avoir été possédé par une voix qui lui aurait ordonné de tuer. Il sera condamné à 125 ans de prison.
- 23 - 24 novembre : voyage de Gerald Ford en Union soviétique. Accords de Vladivostok.
- 13 décembre : le Congrès vote à l’unanimité l’amendement Jackson-Vanik liant l’octroi de la clause de la nation la plus favorisée à l’Union soviétique à une libéralisation de sa politique d’immigration des Juifs soviétiques. L’URSS refuse l’accord commercial de 1972 ainsi modifié.

## Économie et société
- Henry Kissinger se rapproche de Paris à la fin de l’année.
- Le Congrès approuve l’amendement Hughes-Ryan qui place la CIA sous la haute surveillance de la Chambre et du Sénat.
- Stagflation aux États-Unis : la production stagne ou décroît tandis que l’inflation s’accélère (le PIB baisse de 1,4 % en 1974-1975 tandis que l’indice des prix de détail augmente de 21 %).
- 1397,4 milliards de dollars de PNB.
- Léger excédent commercial.
- Le budget fédéral atteint 291,1 milliards de dollars.
- 8,1 milliards de dollars de déficit.
- 5,0 % de chômeurs.
- Le parti républicain, affaibli par le scandale du Watergate, voit l'augmentation de l'influence du courant conservateur en son sein au détriment du courant modéré.